# Trevor Jackson
Trevor Jackson (Indianapolis, Indiana; 30 de agosto de 1996) es un actor y cantante estadounidense. Jackson aparece en Eureka de Syfy en el papel recurrente de Kevin Blake. Jackson también protagoniza la película de Disney Channel, Let It Shine como Kris McDuffy, un bailarín impresionante, con una personalidad más grande que la vida y el mejor amigo frívolo de Cyrus.

## Vida y carrera
Nacido y criado en Indianápolis, Indiana, a los tres años Trevor Jackson sabía que quería ser actor y comenzó a actuar en producciones regionales en todo el Medio Oeste. Se convirtió en una estrella en Beef and Boards Christmas, que llevó a su actuación en el legendario teatro Apollo en Showtime at the Apollo, donde fue presentado como una Estrella del Mañana. A partir de ahí Jackson obtuvo el papel de joven Simba en el Tour Nacional de Broadway de Disney El Rey León, que actuó durante tres años a partir de 2005-2008. Recientemente terminó la producción en la película A Beautiful Soul.
Trevor Jackson apareció previamente en el piloto de la serie de Nickelodeon, How to Rock, protagonizada por Cymphonique Miller, y fue artista invitado en los episodios de Harry's Law de NBC y en Cold Case de CBS.
Él también se ha aparecido en anuncios nacionales para PlayStation Portable, Microsoft, NBA, Target, Honda, T-Mobile y American Family Insurance.
Además de realizar, Jackson disfruta de jugar al baloncesto, skate y surf, así como la enseñando capoeira (arte marcial brasileña). Él toca la batería y la guitarra y baila en estilos que van todo el camino desde el Hip Hop y de bloqueo de pop con swing y Ballet.
Actualmente reside en Burbank, California.

## Filmografía
| Año       | Serie/Película                   | Personaje     | Notas                                      |
| --------- | -------------------------------- | ------------- | ------------------------------------------ |
| 2010      | Albert! Or, My Life in the Ocean | Albert        | Corto                                      |
| 2010      | Cold Case                        | Leon          | Episodio: "Bombers"                        |
| 2010-2012 | Eureka                           | Kevin Blake   | Recurrente; 16 episodios                   |
| 2011      | Harry's Law                      | Willie Blue   | Episodio: "In the Ghetto"                  |
| 2012      | How to Rock                      |               | Episodio: "How to Rock Braces and Glasses" |
| 2012      | Let It Shine                     | Kris McDuffy  | Disney Channel Original Movie              |
| 2012      | A Beautiful Soul                 | Quincy Smith  |                                            |
| 2012      | Austin & Ally                    | Trent         | Dos Episodios                              |
| 2013      | Criminal Minds                   | Tayler Rogers | Un episodio/T8:E17 "La reunión"            |
| 2015      | K.C. Agente especial             | Lincoln       | Un episodio                                |
| 2017      | Grown-ish                        |               |                                            |